# Cass County, Missouri
Cass County är ett administrativt område i delstaten Missouri, USA, med 99 478 invånare. Den administrativa huvudorten (county seat) är Harrisonville. 

## Geografi
Enligt United States Census Bureau har countyt en total area på 1 821 km². 1 810 km² av den arean är land och 10 km² är vatten. 

### Angränsande countyn
- Jackson County - nord
- Johnson County - öst
- Henry County - sydost
- Bates County - syd
- Miami County, Kansas - väst
- Johnson County, Kansas - nordväst